# Entrez
Entrez (Global Query Cross-Database Search System) és un motor de cerca federada que permet accedir a la base de dades del National Center for Biotechnology Information (NCBI o Centre Nacional per a la Informació Biotecnològica). El NCBI és una part de la United States National Library of Medicine (NLM o Centre Nacional per a la Informació Biotecnològica), així com un departament dels National Institutes of Health (NIH o Instituts Nacionals de Salut) del govern dels Estats Units.